# Sudan i olympiska sommarspelen 2016
Sudan deltog med sex deltagare vid de olympiska sommarspelen 2016 i Rio de Janeiro. Ingen av landets deltagare erövrade någon medalj.

## Friidrott
Förkortningar
- Notera– Placeringar avser endast det specifika heatet.
- Q = Tog sig vidare till nästa omgång
- q = Tog sig vidare till nästa omgång som den snabbaste förloraren eller, i fältgrenarna, genom placering utan att nå kvalgränsen
- NR = Nationellt rekord
- N/A = Omgången fanns inte i grenen
- Bye = Idrottaren behövde inte tävla i omgången

Bana och väg
| Idrottare      | Gren                         | Heat     | Heat      | Semifinal        | Semifinal        | Final            | Final            |
| Idrottare      | Gren                         | Resultat | Placering | Resultat         | Placering        | Resultat         | Placering        |
| -------------- | ---------------------------- | -------- | --------- | ---------------- | ---------------- | ---------------- | ---------------- |
| Ahmed Ali      | Herrarnas 200 meter          | 20,78    | =7        | Gick inte vidare | Gick inte vidare | Gick inte vidare | Gick inte vidare |
| Abdalla Targan | Herrarnas 3 000 meter hinder | 8:52,20  | 15        | i.u.             | i.u.             | Gick inte vidare | Gick inte vidare |
| Amina Bakhit   | Damernas 800 meter           | 2:07,65  | 7         | Gick inte vidare | Gick inte vidare | Gick inte vidare | Gick inte vidare |

## Judo
| Idrottare             | Gren                       | Omgång 1             | Omgång 2              | Omgång 3             | Kvartsfinaler        | Semifinaler          | Återkval             | Final / BM           | Final / BM       |
| Idrottare             | Gren                       | Motståndare Resultat | Motståndare Resultat  | Motståndare Resultat | Motståndare Resultat | Motståndare Resultat | Motståndare Resultat | Motståndare Resultat | Placering        |
| --------------------- | -------------------------- | -------------------- | --------------------- | -------------------- | -------------------- | -------------------- | -------------------- | -------------------- | ---------------- |
| Iszlam Monier Suliman | Herrarnas mellanvikt −90kg | Bye                  | Brown (USA) L 000–100 | Gick inte vidare     | Gick inte vidare     | Gick inte vidare     | Gick inte vidare     | Gick inte vidare     | Gick inte vidare |

## Simning
Sudan mottog en inbjudan från Internationella simförbundet att skicka två simmare (en man och en kvinna) till försöksheaten.
| Idrottare               | Gren                      | Heat  | Heat | Semifinal        | Semifinal        | Final            | Final            |
| Idrottare               | Gren                      | Tid   | Rank | Tid              | Rank             | Tid              | Rank             |
| ----------------------- | ------------------------- | ----- | ---- | ---------------- | ---------------- | ---------------- | ---------------- |
| Abdelaziz Mohamed Ahmed | Herrarnas 50 meter frisim | 27.71 | 81   | Gick inte vidare | Gick inte vidare | Gick inte vidare | Gick inte vidare |
| Haneen Ibrahim          | Damernas 50 meter frisim  | 36.23 | 84   | Gick inte vidare | Gick inte vidare | Gick inte vidare | Gick inte vidare |